# منتخب إيطاليا لكرة الطائرة
منتخب إيطالیا لكرة الطائرة هو ممثل إيطاليا الرسمي في رياضة كرة الطائرة.
سيطرت إيطاليا على مسابقات كرة الطائرة الدولية في التسعينيات وأوائل العقد الأول من القرن الحادي والعشرين، بفوزها بثلاث بطولات عالمية مُتتالية (1990 و1994 و1998) وسبع بطولات أوروبية وكأس العالم مرة واحدة (1995)، وثمانية ألقاب دوري العالم (1990 و1991 و1992 و1994 و1995 و1997 و1999 و2000).

## الميداليات
| المسابقة                                 | الأول | الثاني | الثالث | المجموع |
| ---------------------------------------- | ----- | ------ | ------ | ------- |
| كرة الطائرة في الألعاب الأولمبية الصيفية | 0     | 3      | 3      | 6       |
| بطولة العالم لكرة الطائرة                | 3     | 1      | 0      | 4       |
| كأس العالم لكرة الطائرة للرجال           | 1     | 3      | 1      | 5       |
| World Grand Champions Cup ‏               | 1     | 1      | 2      | 4       |
| الدوري العالمي للكرة الطائرة             | 8     | 3      | 4      | 15      |
| بطولة أوروبا لكرة الطائرة للرجال         | 7     | 4      | 3      | 14      |
| كرة الطائرة في الألعاب الجامعية الصيفية ‏ | 2     | 1      | 5      | 8       |
| كرة طائرة في ألعاب البحر الأبيض المتوسط ‏ | 7     | 2      | 1      | 10      |
| ألعاب النوايا الحسنة                     | 1     | 0      | 0      | 1       |
| المجموع                                  | 30    | 18     | 19     | 67      |

## الفريق

### القائمة الحالية
فيما يلي القائمة الإيطالية في بطولة كرة الطائرة الأوروبية للرجال 2021.
| 'المدرب:' | فرديناندو دي جيورجي | - | 'المساعدون:' | ماسيمو كابونيري ، نيكولا جيوليتو |

| رقم. | الاسم                 | تاريخ الميلاد   | الارتفاع                                                                           | الوزن             | سبايك                                         | منع                                           | 2016/17 نادي                |
| ---- | --------------------- | --------------- | ---------------------------------------------------------------------------------- | ----------------- | --------------------------------------------- | --------------------------------------------- | --------------------------- |
| 6    | سيمون جيانيلي ( C )   | 9 أغسطس 1996    | «2.00» تُحوِّل إلى هنا. لمعلومات عن m، طالع ftin . لمعلومات عن 0، طالع 2.00 (توضيح) . | 92 كـغ (203 رطل)  | «350» تُحوِّل إلى هنا. لمعلومات عن سم، طالع في . | 330 سـم (130 بوصة)                            | نادي ترينتينو للكرة الطائرة |
| 7    | فابيو بالاسو          | أكتوبر 20, 1995 | «1.82» تُحوِّل إلى هنا. لمعلومات عن m، طالع ftin . لمعلومات عن 0، طالع 1.82 (توضيح) . | 73 كـغ (161 رطل)  | 305 سـم (120 بوصة)                            | «280» تُحوِّل إلى هنا. لمعلومات عن سم، طالع في . | Kioene Padova ‏              |
| 14   | جيانلوكا جالاسي       | يوليو 24, 1997  | «2.01» تُحوِّل إلى هنا. لمعلومات عن m، طالع ftin . لمعلومات عن 0، طالع 2.01 (توضيح) . | 102 كـغ (225 رطل) | 350 سـم (140 بوصة)                            | 325 سـم (128 بوصة)                            | نادي مودينا للكرة الطائرة   |
| 15   | ريكاردو سبيرتولي      | مايو 23, 1998   | «1.88» تُحوِّل إلى هنا. لمعلومات عن m، طالع ftin . لمعلومات عن 0، طالع 1.88 (توضيح) . | 85 كـغ (187 رطل)  | «326» تُحوِّل إلى هنا. لمعلومات عن سم، طالع في . | «246» تُحوِّل إلى هنا. لمعلومات عن سم، طالع في . | نادي ترينتينو للكرة الطائرة |
| 16   | يوري رومانò           | 26 يوليو 1997   | «2.03» تُحوِّل إلى هنا. لمعلومات عن m، طالع ftin . لمعلومات عن 0، طالع 2.03 (توضيح) . | 89 كـغ (196 رطل)  | 350 سـم (140 بوصة)                            | «343» تُحوِّل إلى هنا. لمعلومات عن سم، طالع في . | Power Volley Milano         |
| 17   | Simone Anzani         | 24 فبراير 1992  | «2.04» تُحوِّل إلى هنا. لمعلومات عن m، طالع ftin . لمعلومات عن 0، طالع 2.04 (توضيح) . | 100 كـغ (220 رطل) | 350 سـم (140 بوصة)                            | «330» تُحوِّل إلى هنا. لمعلومات عن سم، طالع في . | Sir Safety Conad Perugia ‏   |
| 18   | أليساندرو ميتشيليتو   | 5 ديسمبر 2001   | «2.05» تُحوِّل إلى هنا. لمعلومات عن m، طالع ftin . لمعلومات عن 0، طالع 2.05 (توضيح) . | 88 كـغ (194 رطل)  | 357 سـم (141 بوصة)                            | «321» تُحوِّل إلى هنا. لمعلومات عن سم، طالع في . | نادي ترينتينو للكرة الطائرة |
| 19   | دانييل لافيا          | نوفمبر 4, 1999  | «1.98» تُحوِّل إلى هنا. لمعلومات عن m، طالع ftin . لمعلومات عن 0، طالع 1.98 (توضيح) . | 100 كـغ (220 رطل) | 345 سـم (136 بوصة)                            | 315 سـم (124 بوصة)                            | نادي ترينتينو للكرة الطائرة |
| 21   | Alessandro Piccinelli | 30 يناير 1997   | «1.91» تُحوِّل إلى هنا. لمعلومات عن m، طالع ftin . لمعلومات عن 0، طالع 1.91 (توضيح) . | 86 كـغ (190 رطل)  | 330 سـم (130 بوصة)                            | «318» تُحوِّل إلى هنا. لمعلومات عن سم، طالع في . | Sir Safety Conad Perugia ‏   |
| 22   | فابيو ريتشي           | يوليو 11, 1994  | «2.05» تُحوِّل إلى هنا. لمعلومات عن m، طالع ftin . لمعلومات عن 0، طالع 2.05 (توضيح) . | 92 كـغ (203 رطل)  | 348 سـم (137 بوصة)                            | «328» تُحوِّل إلى هنا. لمعلومات عن سم، طالع في . | Sir Safety Conad Perugia ‏   |
| 23   | جوليو بينالي          | أبريل 2, 1997   | «1.98» تُحوِّل إلى هنا. لمعلومات عن m، طالع ftin . لمعلومات عن 0، طالع 1.98 (توضيح) . | 91 كـغ (201 رطل)  | 349 سـم (137 بوصة)                            | «338» تُحوِّل إلى هنا. لمعلومات عن سم، طالع في . | نادي ترينتينو للكرة الطائرة |
| 26   | لورنزو كورتيسيا       | يوليو 26, 1999  | «2.02» تُحوِّل إلى هنا. لمعلومات عن m، طالع ftin . لمعلومات عن 0، طالع 2.02 (توضيح) . | 75 كـغ (165 رطل)  | «328» تُحوِّل إلى هنا. لمعلومات عن سم، طالع في . | «300» تُحوِّل إلى هنا. لمعلومات عن سم، طالع في . | BluVolley Verona            |
| 28   | Francesco Recine      | 7 فبراير 1999   | «1.85» تُحوِّل إلى هنا. لمعلومات عن m، طالع ftin . لمعلومات عن 0، طالع 1.85 (توضيح) . | 75 كـغ (165 رطل)  | 325 سـم (128 بوصة)                            | «300» تُحوِّل إلى هنا. لمعلومات عن سم، طالع في . | Gas Sales Piacenza ‏         |
| 29   | Mattia Bottolo        | 3 يناير 2000    | «1.96» تُحوِّل إلى هنا. لمعلومات عن m، طالع ftin . لمعلومات عن 0، طالع 1.96 (توضيح) . | 77 كـغ (170 رطل)  | 336 سـم (132 بوصة)                            | 316 سـم (124 بوصة)                            | Pallavolo Padova            |